# Proteste in Russland 2021
Die Proteste in Russland 2021 begannen am 23. Januar 2021 als Reaktion auf die Festnahme von Oppositionsführer Alexei Nawalny. Sie weiteten sich schnell zu landesweiten Massenprotesten aus, auf die die russische Regierung mit Polizeigewalt und Inhaftierungen reagierte.

## Verlauf

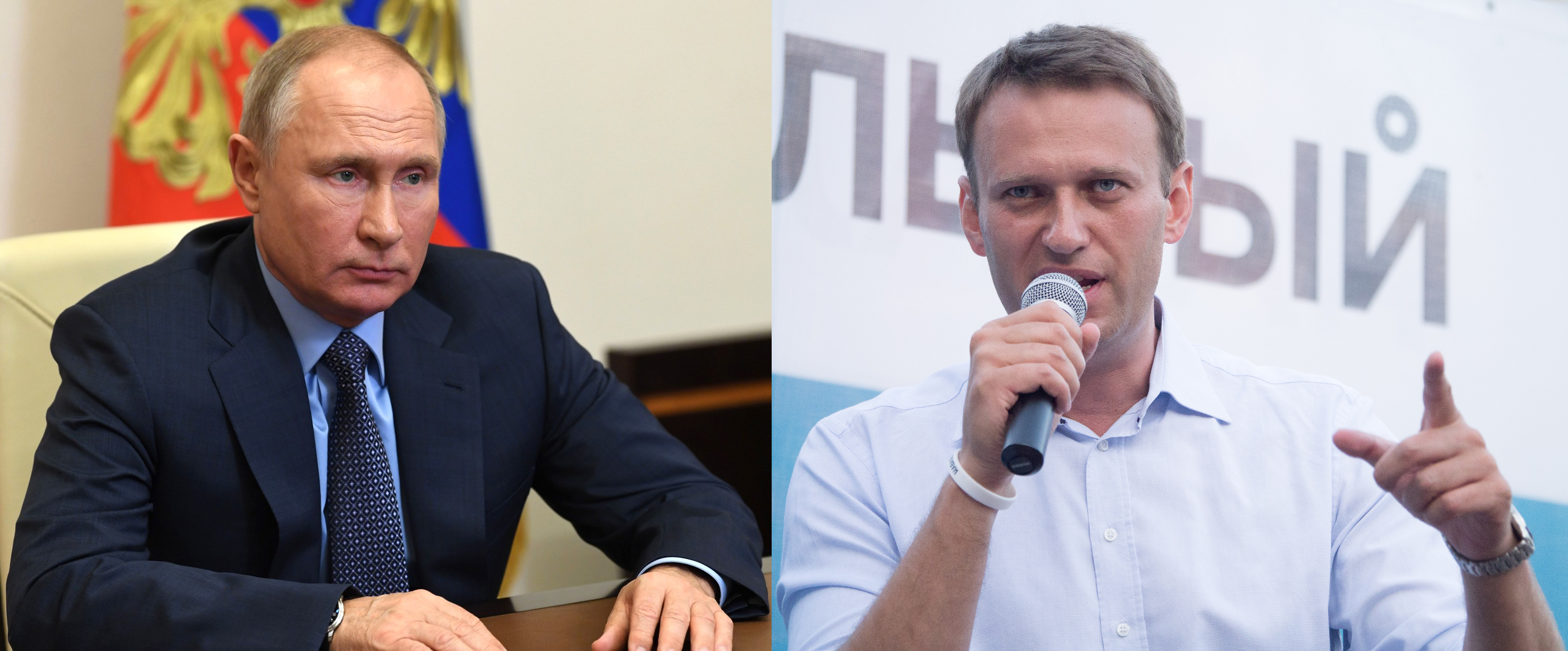
Staatspräsident Vladimir Putin (Единая Россия) und Alexei Navalny (Россия будущего)

### Hintergrund
Nach einem Giftanschlag auf ihn hatte sich Alexei Nawalny zur medizinischen Behandlung in Deutschland aufgehalten. Am 17. Januar 2021 wurde er direkt nach seiner Rückkehr in Moskau festgenommen und am Tag darauf in einem Schnellverfahren zu 30 Tagen Haft verurteilt. Gleichzeitig veröffentlichte er seinen Dokumentarfilm Ein Palast für Putin über den russischen Präsidenten Wladimir Putin, in dem er u. a. die Residenz am Kap Idokopas thematisiert, diesbezüglich Korruptionsvorwürfe erhebt und zu Demonstrationen gegen das russische Regime aufruft. Auf Youtube wurde das Video innerhalb einer Woche über 86 Millionen Mal aufgerufen.

### 23. Januar 2021: Beginn landesweiter Proteste und staatliche Gegenmaßnahmen
Die Protestwelle breitete sich in der Folge auf über 100 Städte in ganz Russland aus. Allein in Moskau nahmen Schätzungen zufolge mindestens 40.000 Menschen an den ersten Demonstrationen teil. Die Sicherheitskräfte gingen gewaltsam gegen sie vor. Am Nachmittag des 23. Januar wurden bereits mehr als 1000 Demonstranten in zahlreichen russischen Städten festgenommen.
Die BBC meldete, dass im Verlauf der Proteste landesweit über 3000 Menschen, davon laut DW allein 1000 in Moskau, verhaftet wurden.
| Ort                        | Demonstranten     | Verhaftungen |
| -------------------------- | ----------------- | ------------ |
| Moskau                     | mindestens 40.000 | 937          |
| Sankt Petersburg           | 30.000            | 378          |
| Jekaterinburg              | 10.000            | 7–14         |
| Kasan                      | 10.000            | 52           |
| Nischni Nowgorod           | 10.000            | 36           |
| Krasnodar                  | 4000–6000         | 18           |
| Wladiwostok                | 3000              | 35           |
| Rostow am Don              | 3000              | 50           |
| Samara                     | 2000–3000         | 45           |
| Tomsk                      | 2000              | 4            |
| Ischewsk                   | 1000–1500         | 6            |
| Krasnojarsk                | 1000–1500         | 46           |
| Saratow                    | 1000–1500         | -            |
| Tjumen                     | 1000–1500         | 4            |
| Chabarowsk                 | 1000–1500         | 28           |
| Lipezk                     | 1000              | 11           |
| Syktywkar                  | 1000              | ?            |
| Iwanowo                    | 500–600           | 1            |
| Nabereschnyje Tschelny     | 500–600           | 22           |
| Tscherepowez               | 450               | -            |
| Sotschi                    | 200–300           | 2–5          |
| Sewastopol                 | 200               | 6            |
| Tula                       | 200               | 15           |
| Magadan                    | 150               | -            |
| Archangelsk                | 100–300           | 5            |
| Sewerodwinsk               | 100–200           | 2            |
| Nischnewartowsk            | 30                | 7            |
| Surgut                     | 30                | 4            |
| Chanty-Mansijsk            | 20                | -            |
| Gesamt (in dieser Tabelle) | 123.000–130.000   | 1721–1731    |

| Ort                        | Demonstranten | Verhaftungen |
| -------------------------- | ------------- | ------------ |
| Nowosibirsk                | ?             | 90           |
| Jakutsk                    | ?             | 30           |
| Komsomolsk am Amur         | ?             | 23           |
| Barnaul                    | ?             | 19           |
| Kurgan                     | ?             | 15           |
| Orenburg                   | ?             | 14           |
| Juschno-Sachalinsk         | ?             | 14           |
| Blagoweschtschensk         | ?             | 13           |
| Machatschkala              | ?             | 13           |
| Omsk                       | ?             | 12           |
| Ufa                        | ?             | 12           |
| Pskow                      | ?             | 11           |
| Petrosawodsk               | ?             | 10–23        |
| Bijsk                      | ?             | 9            |
| Pensa                      | ?             | 9            |
| Simferopol                 | ?             | 8            |
| Welikije Luki              | ?             | 7            |
| Weliki Nowgorod            | ?             | 6            |
| Kemerowo                   | ?             | 4            |
| Ulan-Ude                   | ?             | 4            |
| Ust-Ilimsk                 | ?             | 4            |
| Almetjewsk                 | ?             | 3            |
| Irkutsk                    | ?             | 3            |
| Puschtschino               | ?             | 3            |
| Rjasan                     | ?             | 3            |
| Twer                       | ?             | 3            |
| Tobolsk                    | ?             | 3            |
| Toljatti                   | ?             | 3            |
| Uljanowsk                  | ?             | 3            |
| Abakan                     | ?             | 2            |
| Belgorod                   | ?             | 2            |
| Woronesch                  | ?             | 2            |
| Rybinsk                    | ?             | 2            |
| Tschita                    | ?             | 2            |
| Balaschicha                | ?             | 1            |
| Bor                        | ?             | 1            |
| Bratsk                     | ?             | 1            |
| Wladimir                   | ?             | 1            |
| Kimry                      | ?             | 1            |
| Klin                       | ?             | 1            |
| Nischnjaja Tura            | ?             | 1            |
| Nowomoskowsk               | ?             | 1            |
| Sergijew Possad            | ?             | 1            |
| Tarussa                    | ?             | 1            |
| Ujar                       | ?             | 1            |
| Magnitogorsk               | ?             | -            |
| Cholmsk                    | ?             | -            |
| Smolensk                   | ?             | ?            |
| Gesamt (in dieser Tabelle) | k. A.         | 372–385      |

| Belege für diese beiden Tabellen und deren zugehörigen Erklärungen davor und danach                    |
| 1. 2. 3. 4. 5. 6. 7. 8. 9. 10. 11. 12. 13. 14. 15. 16. 17. 18. 19. 20. 21. 22. 23. 24. 25. 26. 27. 28. |

Solidaritätskundgebungen fanden auch außerhalb Russlands, etwa in Berlin, München, Prag, Krakau, Helsinki, London, Tallinn, Den Haag, Wien, Tel Aviv, Kopenhagen und Tokio statt.
Viele der Demonstrationen werden über soziale Medien organisiert. Seit Nawalnys Verhaftung wurden Videos zur Unterstützung der Proteste über hundert Millionen Mal abgerufen. Die russische Medienaufsichtsbehörde Roskomnadzor verstärkte daraufhin ihre Bemühungen, die Online-Mobilisierung zu unterdrücken; sie drohte Social-Media-Unternehmen bei Verbreitung protestbezogener Inhalte Strafen an. Daraufhin strich das chinesische TikTok rund 38 % der Beiträge, in denen zur Teilnahme an den Demonstrationen aufgefordert wurde. Laut Roskomnadzor entfernte auch der US-Konzern Youtube und das russische Netzwerk VK rund 50 % der gekennzeichneten Inhalte. Das zu Facebook gehörende Instagram entfernte laut der russischen Agentur 17 % seiner protestbezogenen Beiträge. Die Agentur erklärte, bei den gelöschten Beiträgen habe es sich um Aufrufe zur „Teilnahme an illegalen Aktionen“ gehandelt.

### 31. Januar 2021

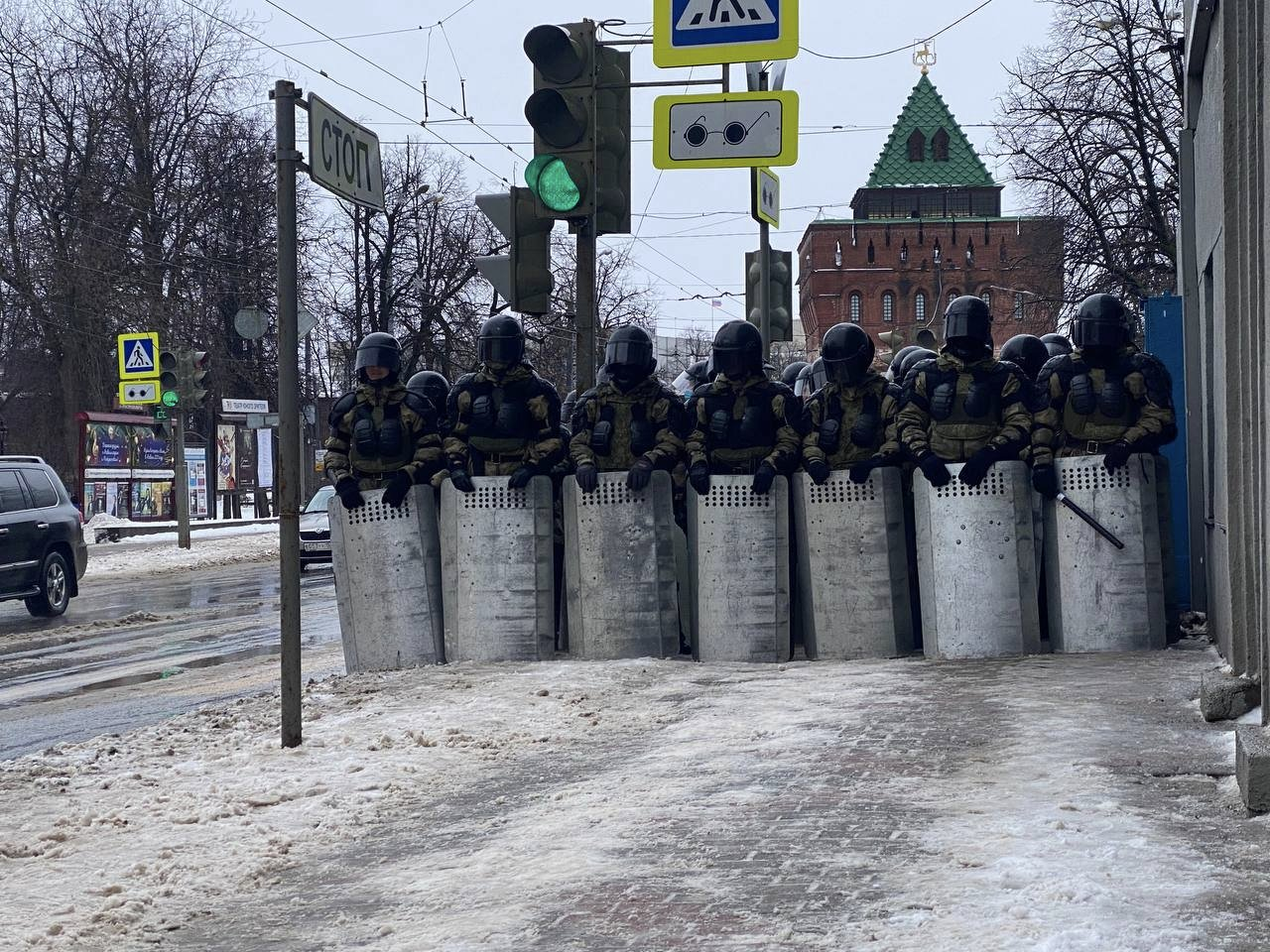
Nischni Nowgorod, Minin-und-Poscharski-Platz, 31. Januar 2021

Für Sonntag, den 31. Januar 2021 wurde zu Demonstrationen der politischen Opposition aufgerufen. Die russischen Sicherheitsbehörden reagierten im Vorfeld mit umfassenden und massiven Maßnahmen: In Moskau wurden für den gesamten Tag sieben Stationen der U-Bahn geschlossen sowie mehrere Straßen in der Nähe des Kremls gesperrt. Die Behörden ordneten die Schließung von Geschäften, Restaurants und Cafés in der Nähe der geplanten Demonstrationsroute an. Die russische Generalstaatsanwaltschaft wies die Medienaufsichtsbehörde Roskomadsor an, Aufrufe zur Teilnahme an Protesten im Internet zu blockieren. Das russische Innenministerium warnte nachdrücklich vor einer Teilnahme an Demonstrationen; sollte es dabei zu Gewalt kommen, drohten Gefängnisstrafen von acht bis 15 Jahren. Alexei Nawalnys Bruder sowie mehrere seiner Unterstützer wurden für den Tag unter Hausarrest gestellt. Die Behörden wollten laut Beobachtern durch diese Maßnahmen verhindern, dass die Demonstrationen einen so großen Zulauf wie am vorhergehenden Wochenende haben würden und sich wie in Belarus verstetigen.
An diesem Tag demonstrierten in fast 90 Städten Russlands Menschen gegen die Regierung. Die Behörden ging teilweise brutal gegen die Demonstranten und vermehrt auch gegen Journalisten vor.
In Nischni Nowgorod wurden die Nationalgarde und die Polizei auf dem Minin-und-Poscharski-Platz blockiert. Dort wurde die U-Bahnstation Gorkowskaja geschlossen. Ab dem Nachmittag begann die Polizei in der Bolschaja-Pokrowskaja-Straße in der Nähe des ehemaligen Oktjabr-Kinos Demonstranten festzunehmen. In Nischni Nowgorod wurde auch der Journalist Alexander Pichugin festgenommen. Die Demonstranten verließen die Straße und versammelten sich auf dem Minin-und-Poscharski-Platz in der Nähe des Denkmals für Kuzma Minin. OMON und die Polizei stießen die Demonstranten vom Platz. In Nowosibirsk versammelten sich mit ca. 6000 Teilnehmern mehr Demonstranten als in der Vorwoche. Bei einer Kundgebung am frühen Nachmittag in Wladiwostok wurden um die 60 Demonstranten verhaftet.
Bis zum Abend wurden mehr als 5000 Menschen festgenommen, laut der Beobachterorganisation OVD-Info mehr als 1600 davon in Moskau.

### Verurteilung von Alexei Nawalny
Der festgenommene Alexei Nawalny wurde am 2. Februar 2021 in einem kurzen Prozess im Moskauer Stadtgericht durch die Vorsitzende Richterin Natalia Repnikowa zu einer Haftstrafe von 2,5 Jahren verurteilt. Die Richterin schloss sich dabei der Argumentation der Anklage an, Nawalny habe durch seinen Genesungsaufenthalt in Deutschland systematisch gegen die Bewährungsauflagen verstoßen. Nawalny verwies darauf, dass er sich, nach dem Giftanschlag gegen ihn, zur medizinischen Behandlung in Deutschland aufhielt. „Halb Moskau ist abgesperrt, weil wir gezeigt haben, dass Putin die Unterhosen seiner Gegner stehlen und mit chemischen Kampfstoffen beschmieren lässt“, sagte Nawalny im Gericht.
Vor dem Gerichtsgebäude in Moskau patrouillierten Hundertschaften der OMON und ein Polizeiaufgebot, das tagesschau.de als „beispiellos“ bezeichnete. Die Beamten sperrten das Stadtgericht weiträumig mit Metallgittern ab. Spontan kündigten Unterstützer Nawalnys Demonstrationen an. Am Abend wurde das Zentrum in Moskau samt dem Roten Platz abgeriegelt.
Schon vor Beginn der Verhandlung gab es erste Festnahmen; unter den Festgenommenen waren zahlreiche Journalisten. Es standen laut tagesschau.de dutzende Gefangenentransporter bereit. Noch während des Prozesses verhafteten Polizisten hunderte von Nawalnys Anhänger und verbrachten sie in die Gefangenentransporter. Allein in Moskau nahmen die Behörden nach Angaben von OVD-Info 1116 Protestierende fest, in St. Petersburg gab es demnach 246 Festnahmen. Nach Angaben von Menschenrechtlern wurden am 2. Februar 2021 insgesamt fast 1400 Menschen festgenommen.

### Gegenseitige Ausweisungen von Diplomaten
Das Russische Außenministerium erklärte am Freitag, den 5. Februar 2021 Diplomaten aus Schweden, Polen und Deutschland zu personae non grata. Das Ministerium erklärte, ihre Rolle bei den Demonstrationen am 23. Januar 2021 sei „inkompatibel mit ihrem Diplomaten-Status“. Die Diplomaten des schwedischen und polnischen Konsulats in St. Petersburg und der deutschen Botschaft in Moskau hätten an den nicht genehmigten Protesten am 23. Januar 2021 teilgenommen. Die Botschafter der drei EU-Länder wurden einbestellt und ihnen wurden Protestnoten überreicht.
Das Schwedische Außenministerium wies die Vorwürfe zurück, dass Diplomaten an Demonstrationen teilgenommen hätten. Das polnische Außenministerium erklärte, seine Mitarbeiter hätten nur offizielle Dienste in Übereinstimmung mit der Wiener Konvention ausgeübt und Polen kündigte seinerseits „angemessene Schritte“ an, sollte die Entscheidung nicht rückgängig gemacht werden. Auch Bundeskanzlerin Angela Merkel kritisierte den Schritt scharf und bezeichnete das Vorgehen als „ungerechtfertigt“ und „eine weitere Facette“ dessen, „was ziemlich fernab von Rechtsstaatlichkeit in Russland zu beobachten ist“. Sie sagte, die Lage in Russland solle nicht mit dem Streit über die Gaspipeline Nord Stream 2 verknüpft werden, die deutsche Haltung zu dem Projekt sei „davon erst einmal unberührt“.
US-Präsident Joe Biden hatte am 4. Februar 2021 in einer außenpolitischen Grundsatzrede die sofortige Freilassung Alexej Nawalnys gefordert und diesen als Opfer eines Giftanschlags benannt. Tags darauf wies der Sprecher der Russischen Regierung Dmitri Sergejewitsch Peskow die Rede Bidens als „aggressiv“ und „unkonstruktiv“ zurück. Zur Forderung nach Nawalnys Freilassung sagte er, sein Land akzeptiere keinerlei Ultimatum.
Zuvor war der Chefredakteur der russischen Nachrichtenplattform „Mediasona“, Sergej Smirnow von den Behörden wegen Verstoßes gegen das Versammlungsrecht festgenommen und am 4. Februar 2021 zu 25 Tagen Arrest verurteilt worden. Smirnow hatte eine Twitter-Nachricht geteilt, die neben satirischen Bemerkungen auch das Datum einer Kundgebung für die Freilassung Nawalnys enthielt. Behördlich wurde Smirnow dies als Aufruf zu Protesten ausgelegt, und bei einem Spaziergang mit seinem fünfjährigen Sohn wurde er festgenommen. Ungewöhnlich viele russische Medien bezogen Stellung zu dem Fall: der Sender RTVi sieht darin einen Beleg für den steigenden Druck auf unabhängige Medien. Der „Kommersant“, im Besitz eines Putin-Vertrauten, sprach von einem „Einschüchterungsversuch“ gegenüber allen anderen Journalisten. Die Vereinigung unabhängiger russischer Medien, „Sindikat – 100“ nannte die Anschuldigungen gegen Smirnow „hastig zusammengeschustert“, und Reporter ohne Grenzen bezeichnete den Fall als „Theater der Absurdität“.
Nach der Ausweisung mehrerer Diplomaten aus EU-Ländern aus Russland am 5. Februar 2021 wiesen die betroffenen Länder Polen, Schweden und Deutschland am 8. Februar 2021 ebenfalls Mitarbeiter der jeweiligen russischen Botschaft aus.
Die russische Botschaft in Berlin kritisierte die Ausweisung als „unbegründete und unfreundliche Maßnahme“. Das Auswärtige Amt erklärte, die vorangegangene Ausweisung des deutschen Diplomaten aus Russland sei „in keiner Weise gerechtfertigt“ gewesen; er sei seiner im Wiener Übereinkommen über diplomatische Beziehungen vorgesehenen Aufgabe nachgekommen, hatte Außenminister Heiko Mass (SPD) unmittelbar nach dessen Ausweisung gesagt.

### 14. Februar 2021
Am Valentinstag, den 14. Februar 2021 gingen die öffentlichen Proteste in anderen Formen weiter. Auf dem Arbat, der Flaniermeile in Moskaus historischem Zentrum, stellten sich am Morgen rund 300 Frauen aus Solidarität mit Nawalnys Ehefrau Julija Nawalnaja und allen festgenommenen Demonstrantinnen zu einer Menschenkette auf. In St. Petersburg demonstrierten etwa hundert Frauen vor dem Denkmal für die Opfer politischer Repressionen, hielten Blumen in den Händen und zitierten Gedichte der beliebten Dichterin Anna Achmatowa.
Am Abend fanden in ganz Russland Lichtaktionen als Zeichen des stillen Protestes statt.
Präsident Wladimir Putin warf am gleichen Tag in einem Interview mit dem Staatssender Rossija 24, dem Westen eine Instrumentalisierung des inhaftierten Oppositionellen vor. Ziel sei es, Russland „einzudämmen“, sagte Putin. Schließlich hätten die „Gegner oder potenziellen Gegner“ Russlands schon immer „ehrgeizige, machthungrige Menschen“ für ihre Zwecke eingesetzt, führte er aus. Putin deutete an, dass die landesweiten Proteste vom Ausland unterstützt worden seien. Damit hätten die ausländischen Regierungen von der coronabedingten „Erschöpfung, Frustration und Unzufriedenheit“ ablenken wollen und bezeichnete die Protestierenden als benutzte „Statisten“.

## Galerie

Beginn der Proteste in Russland am 23. Januar 2021 als Reaktion auf die Festnahme von Alexei Nawalny
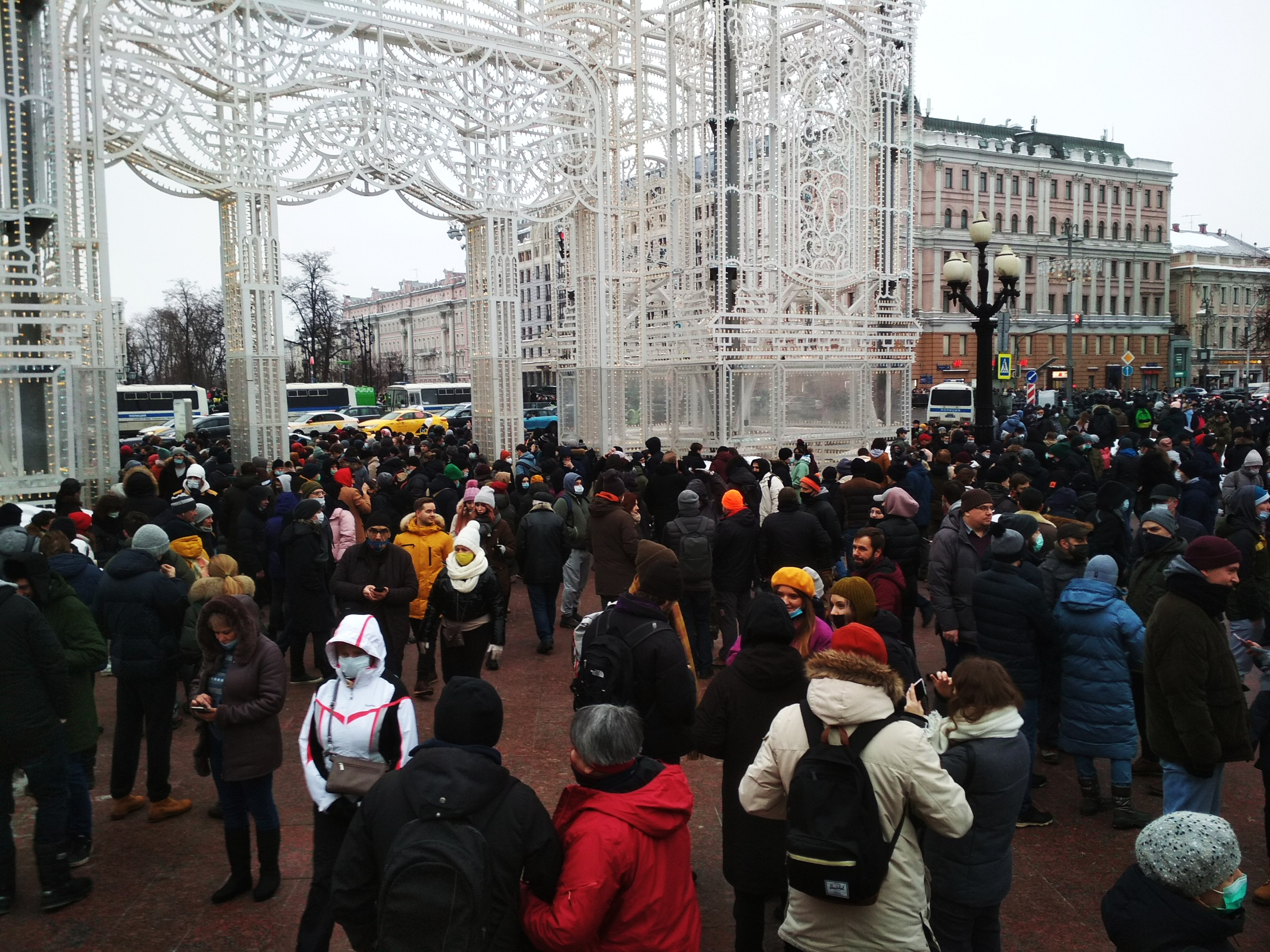
Moskau, 23. Januar 2021
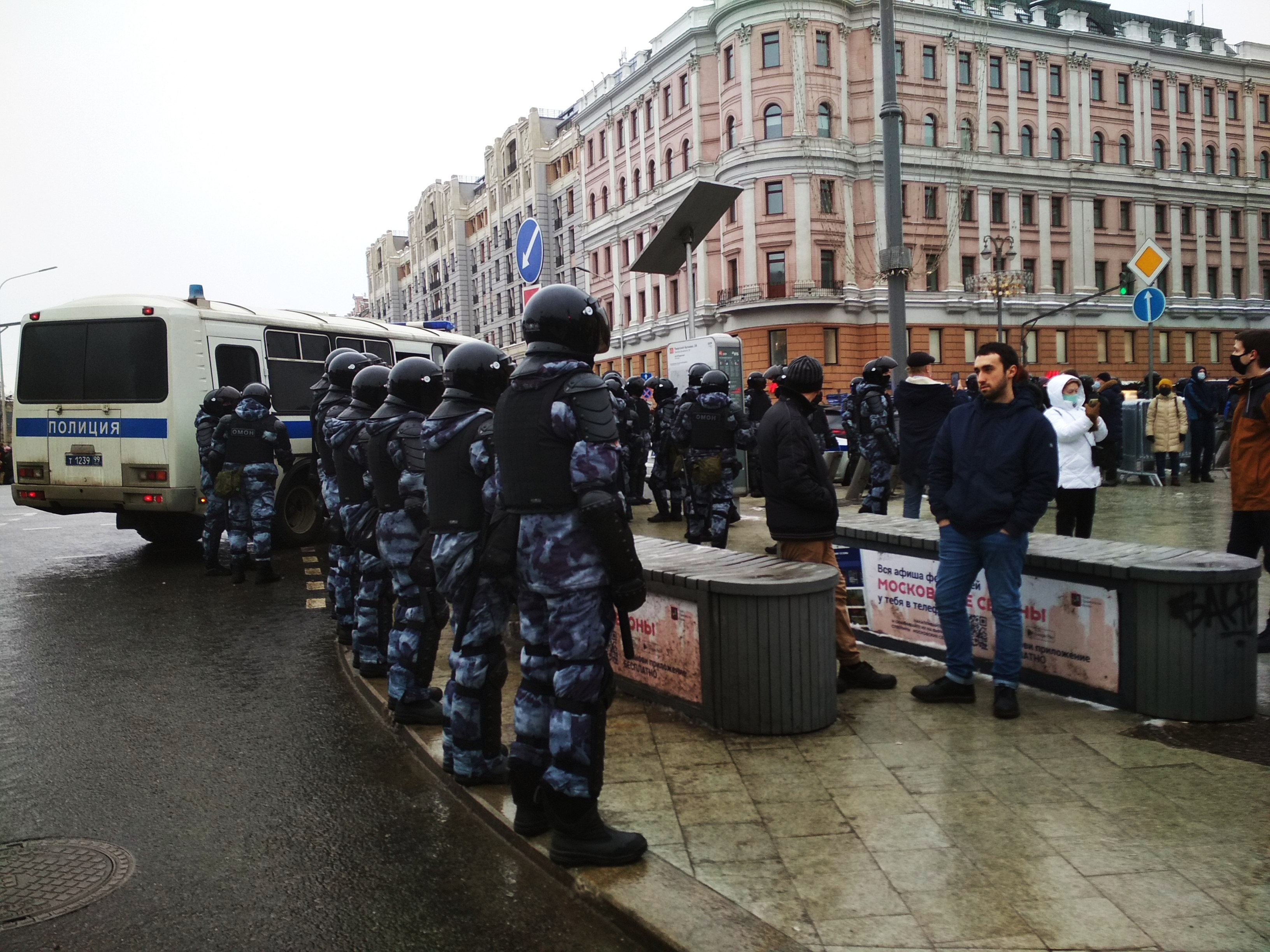
Moskau, 23. Januar 2021
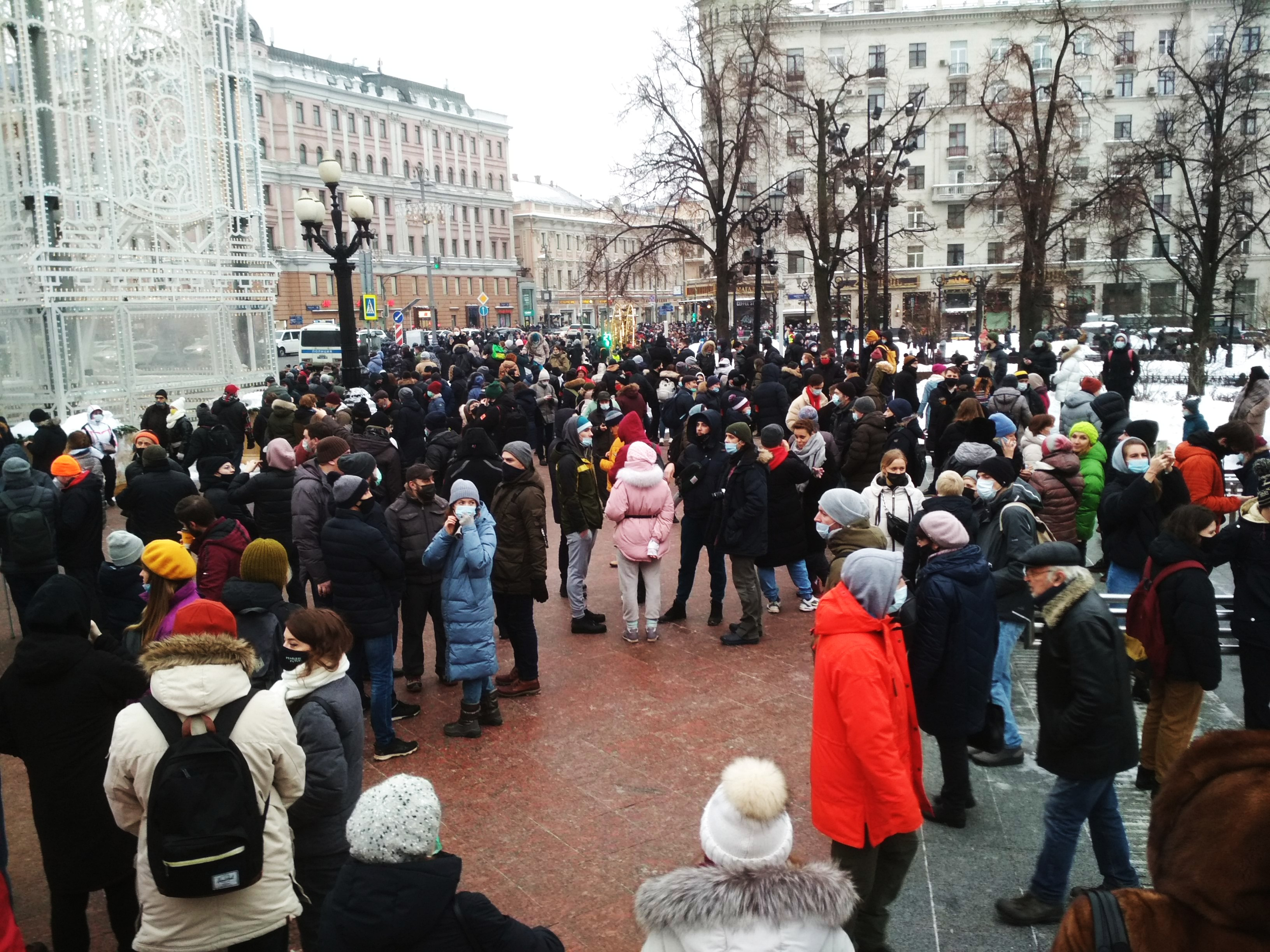
Moskau, 23. Januar 2021
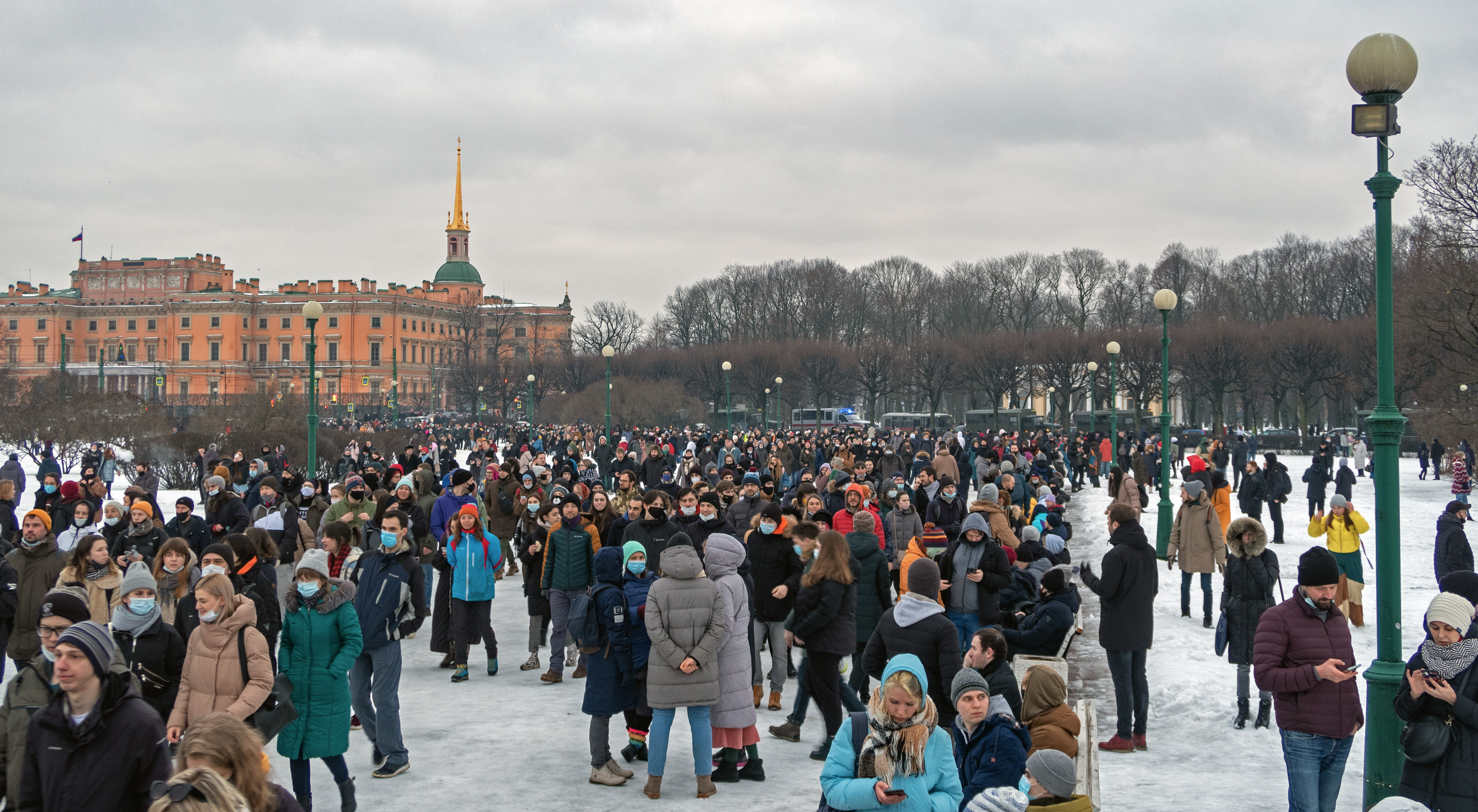
St. Petersburg, 23. Januar 2021
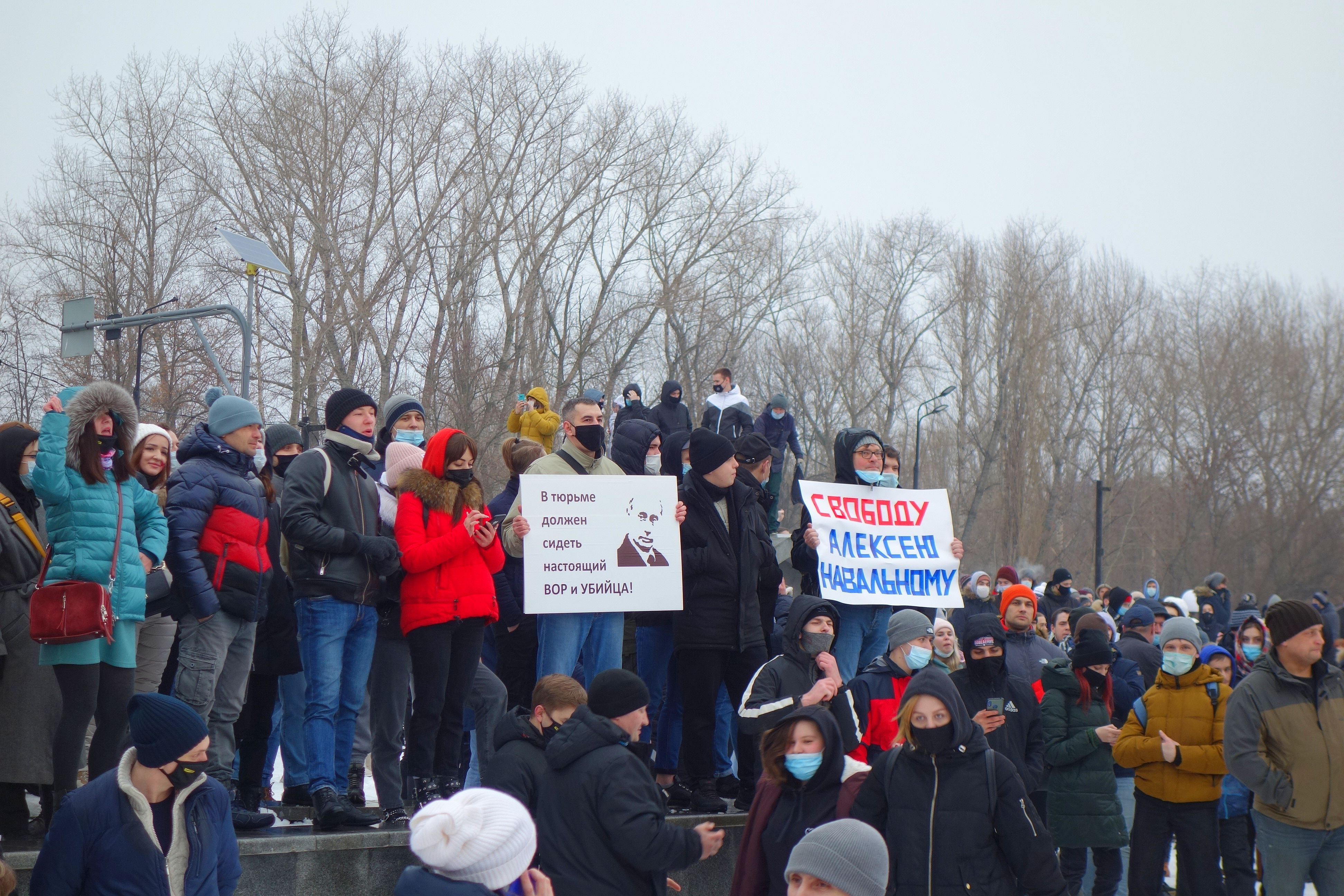
Lipezk, 23. Januar 2021
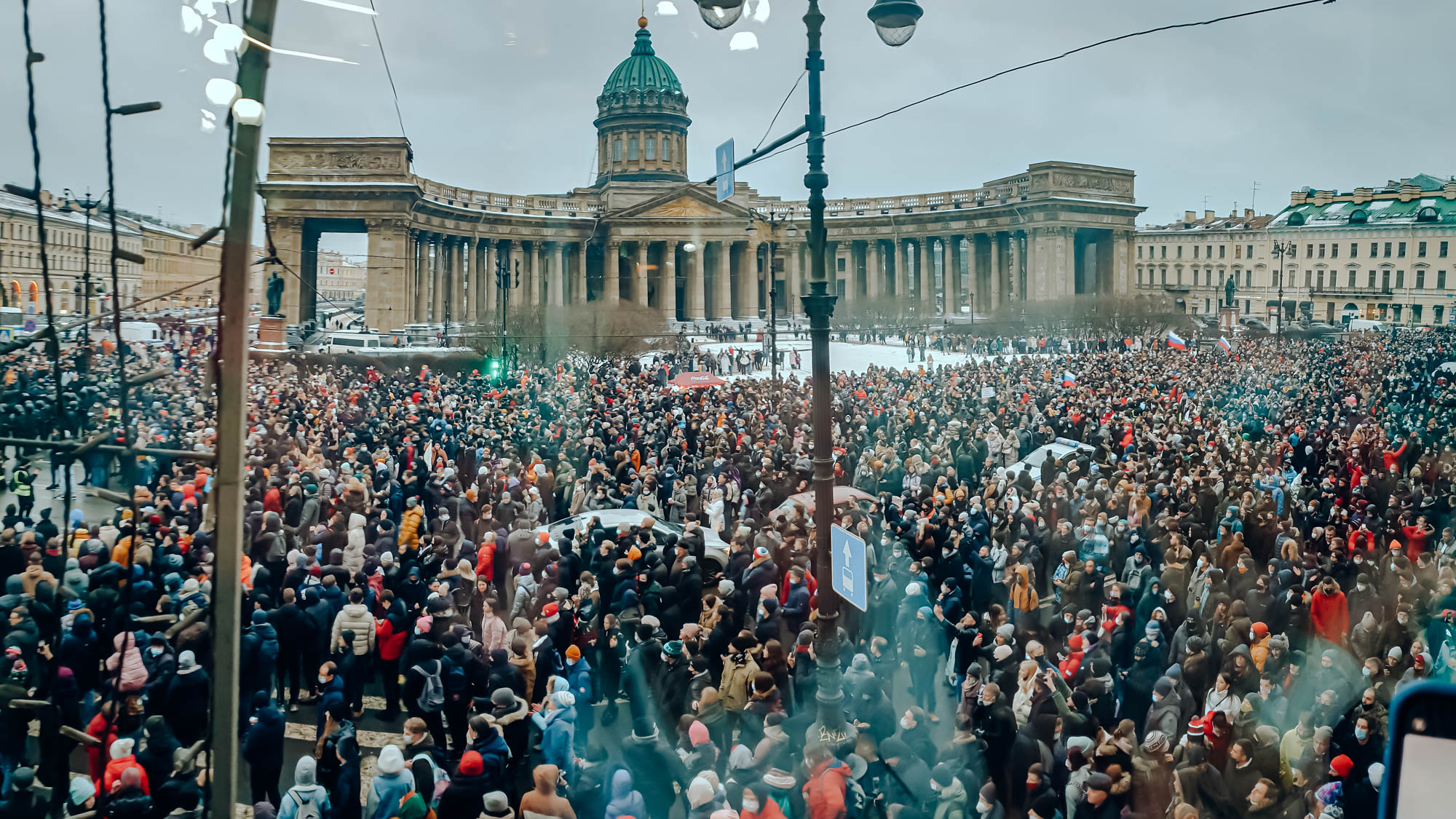
St. Petersburg, 23. Januar 2021
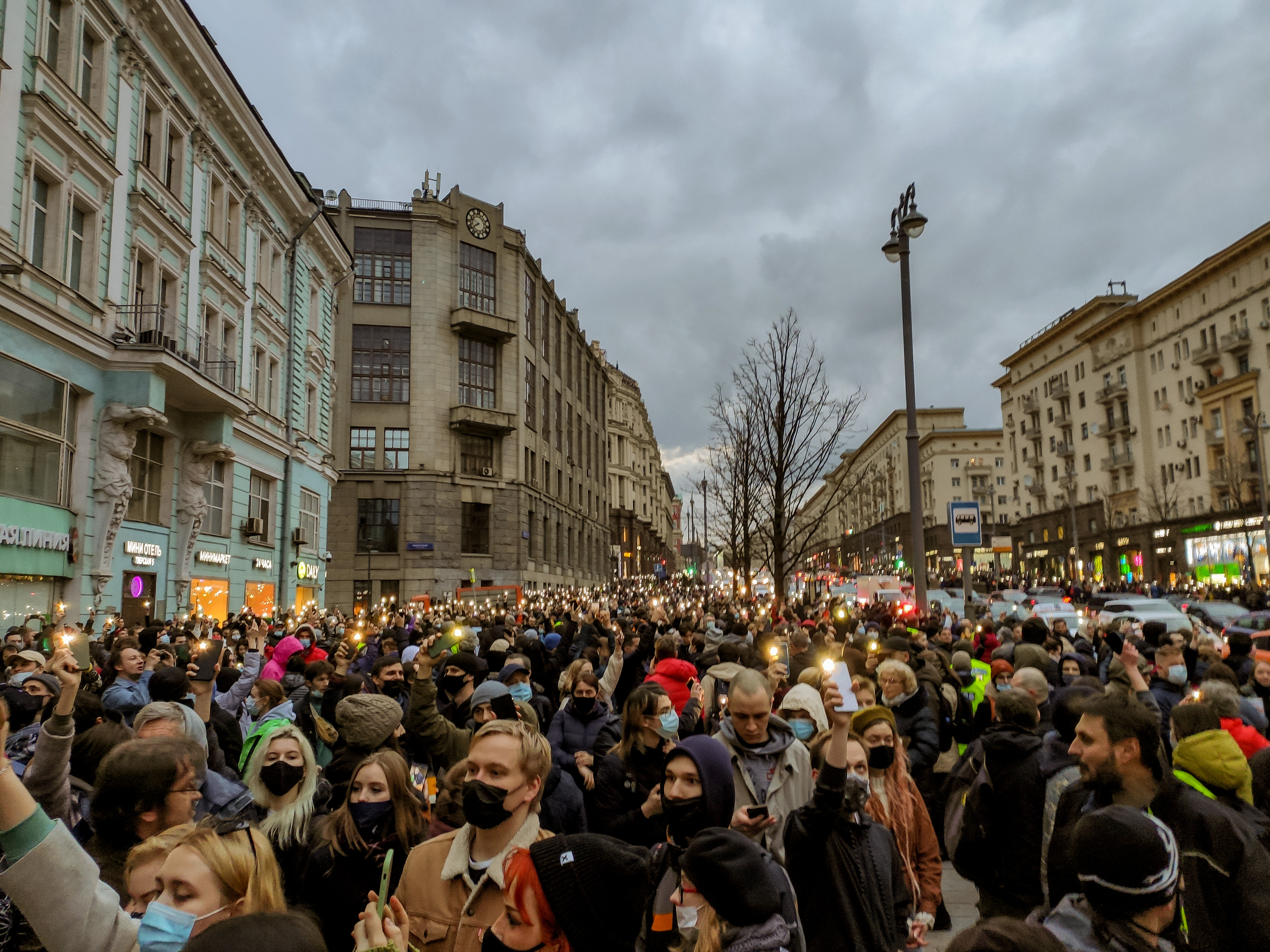
Moskau, 21. April 2021

## Reaktionen

### Nach den ersten Protesten
Kurz nach den ersten großen Protesten warnte das russische Außenministerium am 24. Januar 2021 die diplomatische Vertretung der USA in Moskau vor den Folgen einer Einmischung in die inneren Angelegenheiten des Landes, berichtete der russische Staatssender RT DE auf seinem Telegram-Kanal. Das Ministerium warf Washington demnach vor, auf der Website seiner Botschaft über mögliche nicht genehmigte Protestaktionen zu ausführlich informiert zu haben. Das russische Außenministerium schrieb, so würden die Vereinigten Staaten zu „Proteste(n) in Ländern mit unliebsamen Regierungen“ anstacheln.
Der britische Außenminister Dominic Raab verurteilte „die Gewaltanwendung der russischen Behörden gegen friedliche Demonstranten und Journalisten“ und forderte die russische Regierung auf, „während friedlicher Demonstrationen inhaftierte Bürger freizulassen“. Das britische Außenministerium teilte in einer Erklärung mit, es sei „zutiefst besorgt über die Inhaftierung friedlicher Demonstranten“ und werde „die Situation weiterhin genau überwachen“.
Der Sprecher des US-Außenministeriums sagte: „Wir fordern die russischen Behörden auf, alle Inhaftierten aufgrund der Ausübung ihrer universellen Rechte freizulassen.“ Am 31. Januar erklärte US-Außenminister Antony Blinken: »Die USA verurteilen das harte Vorgehen gegen friedliche Demonstranten und Journalisten durch die russischen Behörden in der zweiten Woche in Folge. Wir erneuern unseren Aufruf an Russland, diejenigen freizulassen, die wegen der Ausübung ihrer Menschenrechte inhaftiert sind, einschließlich Alexej Nawalny«.
In Deutschland forderten FDP und Grüne infolge der Verhaftungen einen sofortigen Baustopp der Nord-Stream-2-Pipeline. Die Bundesregierung aus CDU und SPD hält dagegen weiterhin an ihr fest. Außenminister Maas forderte die Freilassung der politischen Gefangenen.
In Österreich verurteilte die Menschenrechtssprecherin der Grünen am 28. Januar die „willkürliche Verhaftungswelle im Umfeld von Nawalny“. Das Außenministerium retweetete ein Statement von Josep Borrell, dem Hohen Vertreter der EU für Außen- und Sicherheitspolitik. Borrell bedauerte die „weit verbreiteten Verhaftungen und unverhältnismäßige Anwendung von Gewalt gegen Demonstranten und Journalisten“. Russland solle garantieren, dass das Recht zu demonstrieren ohne Angst vor Repressionen ausgeübt werden kann.

### Nach der Verurteilung Nawalnys
Das Urteil und die Festnahmen am 2. Februar 2021 lösten international Empörung aus. Die deutsche Bundeskanzlerin Merkel (CDU) forderte Nawalnys sofortige Freilassung und ein „Ende der Gewalt gegen friedliche Demonstranten“. Regierungssprecher Seibert teilte mit, das Urteil sei fernab jeder Rechtsstaatlichkeit. Bundesaußenminister Heiko Maas (SPD) sprach von einem herben Schlag gegen fest verbriefte Freiheitsrechte und die Rechtsstaatlichkeit in Russland.
US-Außenminister Antony Blinken (D) forderte, Nawalny müsse umgehend und bedingungslos freikommen. Die USA würden „Russland zur Rechenschaft ziehen“.
„Ein politischer Dissens ist niemals ein Verbrechen“, erklärte der französische Präsident Emmanuel Macron.
Wie schon früher wies die russische Regierung alle Kritik an dem Urteil als Einmischung zurück. Die Forderungen „westlicher Kollegen“ nach einer Freilassung Nawalnys seien von der Realität entkoppelt, zitierten russische Nachrichtenagenturen eine Sprecherin des russischen Außenministeriums.

### Geforderter Stopp vonNordstream 2
Vor dem Hintergrund des Vorgehens Russlands gegen Alexej Nawalny und seine Anhänger forderte das Europaparlament Anfang Februar 2021 ein Ende des Projekts Nord Stream 2. Wenige Tage später bekräfte Frankreich die Forderung, das Projekt zu stoppen, obwohl der französische Energiekonzern Engie zu den Investoren zählt. Der Französische Staat ist zu knapp einem Viertel an dem Konzern beteiligt. Die USA und mehrere europäische Staaten, darunter Polen, äußern seit den ersten Planungen deutliche Kritik an dem Vorhaben der Pipeline von Russland nach Deutschland durch die Ostsee. Die Kritiker warnten vor einer zu großen Abhängigkeit Deutschlands von russischem Gas und negativen Folgen für osteuropäische Staaten.
Die deutsche Bundesregierung lehnte auch nach der Forderung des EU-Parlaments zum Baustopp eine Verknüpfung von Nord Stream 2 mit dem Fall Nawalny wiederholt ab. Hier gebe es „keinen neuen Sachstand“, sagte eine Regierungssprecherin.